# فيضانات كراتشي 2009
فيضانات كراتشي عام 2009 في مركز باكستان المالي بكراتشي، أسفرت عن مقتل 26 شخصا على الاقل. ومن المتوقع أن يرتفع عدد القتلى.، كما جرح أكثر من 150 شخصاً في سلسلة من الحوادث ذات الصلة. نتجت الفيضانات عن ما تعد أغزر أمطار شهدتها المنطقة طوال ثلاثين عاما. من المتوقع حدوث المزيد من تقلبات الطقس القصوى في المنطقة.
كما دمرت أيضا مئات المنازل، ولقي أهلها مصرعهم، إما غرقاً، أو صعقا بالكهرباء، أو ماتوا تحت الأسقف المنهارة. إنهار جزءاً من الطابق السادس من أحد المباني في «رامسوامي»، وسقط الحطام على منزل مجاور مما أدى إلى مقتل أربعة أفراد من إحدى الأسر واصابة 10. عدة اخرون أصيبوا بجروح نتيجة انهيار أحد الأسقف في منطقة أورانجي، وتوفي شخصان في حادث مماثل. كما أصيب أحد عشر شخصا بجروح بعد أن سقط عليهم حائط منزل في «مانغوبير». لقي سبعة أشخاص مصرعهم صعقاً بالكهرباء في قطاعات مستقلة من كراتشي. أبلغ أحد السكان عن وفاة ابن جاره لرويترز، قائلا انه غرق في مجرور وتم إخراج جثته. قطعت المياه التي وصلت لعمق الركب سبل عدة آلاف من الأشخاص في منازلهم لعدة ساعات. واحتبست الاسواق التجارية بالمياه وحوصرت عدة مئات من المركبات على طرق المدينة.
معظم كراتشي لم تصلها أي كهرباء في مساء 18 يوليو 2009. وتتواصل جهود الإغاثة بينما يتم إزالة المياه عن المناطق السكنية.
وفقاً لقمر الزمان تشودري، رئيس مصلحة الارصاد الجوية في البلاد. فإن المركز التجاري بباكستان قد تلقى 14.7 سم (6 إنشات) من المطر ما بين مساء 17 يوليو وصباح 19 يوليو. على كل حال، فقد بدأت الأمطار بعد حوالي أسبوعين من المعتاد، وبالتالي فمن المتوقع أن تؤدي إلى تخفيض بنسبة 30 ٪ في هطول الأمطار لموسم 2009.

## وصلات خارجية
- قتل أكثر من 35 شخصاً في حوادث متعلقة بالأمطار في كراتشي-- الخبر